# M/F Hammershus (2018)
 For alternative betydninger, se M/F Hammershus. (Se også artikler, som begynder med M/F Hammershus)
M/F Hammershus er et RoRo-skib ejet af Molslinjen, der siden 1. september 2018 har sejlet på ruterne Rønne–Køge og Rønne–Sassnitz. Skibet blev bestilt i juni 2016 til en pris på 68 mio. euro. Konstruktionen af det 158 meter lange skib blev påbegyndt hos det finske værft Rauma Marine Constructions i marts 2017, og det blev søsat 5. januar 2018. Det var værftets første nybygning.
Molslinjen skulle efter planen have modtaget det nybyggede skib den 27. juni 2018, men det var først 22. august det forlod Rauma, og satte kursen mod Køge Havn. Her ankom det kort efter midnat den 26. august, hvor danske myndigheder skulle gennemgå skibet, inden det sejlede til Ystad og Sassnitz hvor de svenske og tyske skulle kigge på, og godkende det nye skib til drift på Østersøen.
Det er det syvende skib med tilknytning til Bornholm som er opkaldt efter Hammershus.